# El Hadaiek
El Hadaiek (în arabă الحدائق) este o comună din provincia Skikda, Algeria.
Populația comunei este de 18.002 locuitori (2008).